# Palestine Trade Tower
Palestine Trade Tower (en árabe: برج فلسطين التجاري‎) es un rascacielos ubicado en la ciudad de Al-Bireh en Cisjordania (Palestina) 

## Descripción
Construido en 2011, tiene 29 pisos y una superficie de 40 mil metros cuadrados. La fachada está revestida de vidrio y mármol.

## Historia

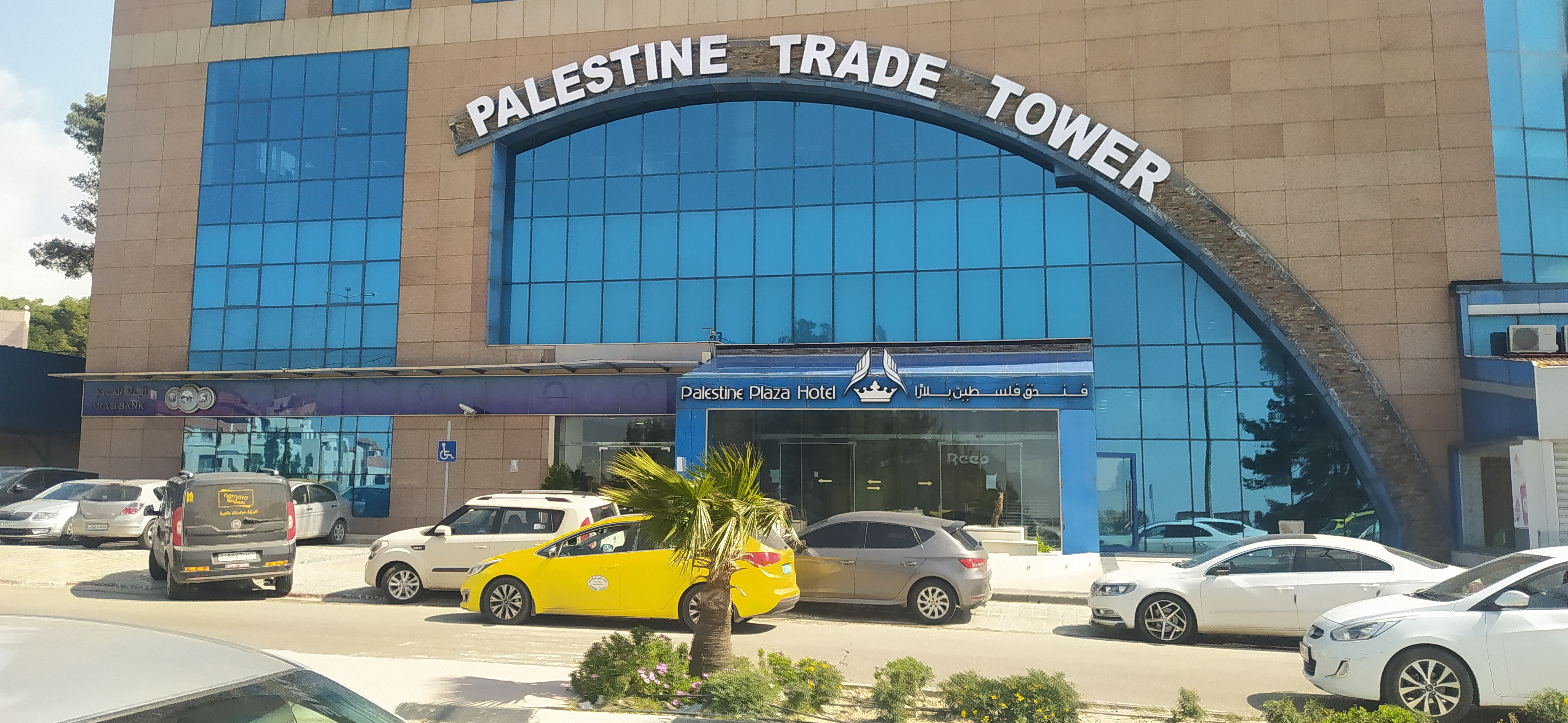
Una de las entradas del complejo

Inaugurada en 2013, la torre mide 96 metros de altura y contiene estacionamientos, un hotel, tiendas, salones y un restaurante. En sus instalaciones también se construyó el cine Al-Burj. En 2014 se inauguraron seis salas de cine de la cadena Clack Cinema, denominadas Palestine Tower Cinemas, con capacidad para 1600 localidades y con equipos para proyectar películas en 3D. Se inauguraron con la película Palestine Stereo.
En 2015, parte de los soportes y paneles del ascensor exterior del edificio se desprendieron debido a los fuertes vientos, por lo que las autoridades cerraron al tráfico las calles aledañas.